# Té de cannabis

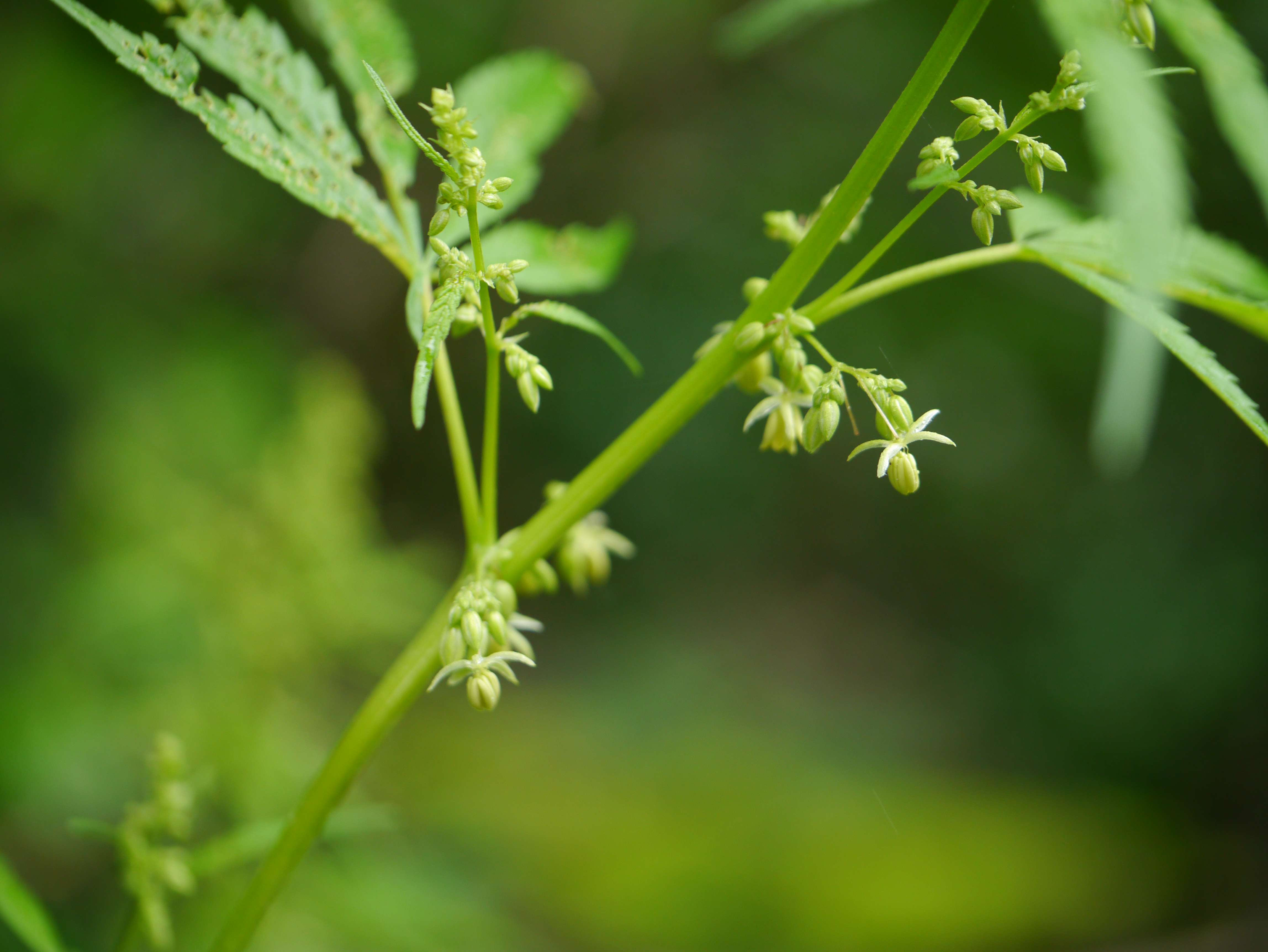
Partes superiores de flor macho

El té, infusión o leche de cannabis (o de marihuana) es una bebida de cannabis preparada al infusionar varias partes de la planta de cannabis en leche o agua con mantequilla caliente. Se puede encontrar ya preparado para la venta en formato de sobres en las grow shops. La infusión de marihuana se aprecia en los tratamientos fitoterapéuticos de cannabis como analgésico, desinflamatorio y paliativo de varios síntomas en enfermedades específicas.
Aunque se practica con menos frecuencia que los métodos populares como fumar o consumir comestibles, beber té de cannabis puede producir efectos terapéuticos físicos y mentales comparables. Los efectos varían desde un estado relajado (variedades con contenido de CBD) a estados de psicoactividad (variedades con THC). También depende del cultivo, la cantidad de cannabis y el tiempo de ebullición.

## Preparación

### Ingredientes
- Leche: aunque si bien es común preparar la infusión de cannabis sin leche, lo cierto es que de esta forma se está aprovechando un contenido muy bajo de cannabinoides de la planta. Un buen té de cannabis debe contener leche, que necesariamente va a ser entera. Si solo se dispone de leche descremada / desnatada, también se puede combinar con un poco de nata, crema de leche, mantequilla o mantequilla de cannabis. Las opciones veganas incluyen aceite de coco u otra leche vegetal grasa. La cuestión es que tenga un aporte graso, pues los extractos del cannabis solo se adhiere a los lípidos. El cannabis no es hidrosoluble, por lo que no funcionará con agua.
- Cannabis: la proporción de leche y cannabis variará según la tolerancia de cada persona, la variedad...etc. aunque por norma general puede equivaler a 1-2 gr por litro de leche.[4] Cada consumidor debe adaptar esta medida a su gusto personal, considerando hacer menos cantidad que se necesitaría para un cigarrillo de cannabis. No es necesario desmenuzarlo muy finamente.
- Especias y endulzantes: muchos usuarios del cannabis afirman que tiene un sabor desagradable y lo suelen enmascarar con otros sabores: miel o azúcar, cardamomo, nuez moscada, azafrán, vainilla, canela...etc.

### Pasos
Se lleva la leche entera, o el agua (si se hace con mantequilla), a ebullición en una cazuela. En ese momento se agrega y disuelve la mantequilla, se baja el fuego para que deje de hervir y se agrega la marihuana y las especias. Debe permanecer 15-20 min (si se descarboxiló previamente) o 40 min (si no se descarboxiló), no debe hervir y se va a remover con frecuencia. Se cuela la infusión y se toma caliente. En un estudio del 2007 sobre la concentración y la estabilidad de los cannabinoides en las infusiones de marihuana, se menciona que un período de ebullición de 15 min. es suficiente para alcanzar las concentraciones más altas de cannabinoides en las soluciones de té.
Descarboxilación previa: el cannabis en sí mismo ('crudo') no es psicoactivo, por lo que es fundamental calentarlo de antemano para sentir sus efectos. La planta produce, entre otras muchas sustancias, ácido tetrahidrocannabinólico (THCA) y ácido cannabidiólico (CBDA), que son precursores del tetrahidrocannabinol (THC) y del cannabidiol (CBD) respectivamente. Solo los últimos tienen efectos narcóticos, ya que el THCA y el CBDA son moléculas demasiado grandes para encajar en los receptores cannabinoides del cerebro humano. Cuando se les aplica calor, las moléculas rompen y de ellas se separa el grupo de átomos carboxilos (-CO2H). Este proceso químico se denomina descarboxilación, y cuando se desea elaborar té casero, se extiende la hierba en una bandeja del horno a 100 °C removiéndola para que se tueste por todos lados uniformemente. A los 40 min habrá cambiado a un color marronoso y ya estará listo. Si no se descarboxila el cannabis antes de infusionarlo en el té, el contenido de cannabinoides que se aprovecha es de apenas un 1% a 18%.

## Composición
Según un estudio de 2007 publicado en el Journal of Ethnopharmacology, la composición del té de cannabis se ve afectada por un criterio que incluye, entre otros, cuánto tiempo se mantiene la marihuana sumergida en el agua, la cantidad que se prepara, y el período de tiempo de almacenaje (desde su elaboración hasta su consumo). El estudio menciona las formas en que los niveles de THC y THCA afectan la variabilidad de la composición al cambiar la bioactividad de la bebida. Por lo tanto, los tés de cannabis que incluyen menos cannabinoides bioactivos, «basados en el área de pico de HPLC» demostrarán diferentes composiciones.

## Usos

### Relajante o estimulante
La infusión de cannabis se puede combinar con diferentes tipos de té. El té contiene alcaloides como la teína (cafeína), que mezclados en diferentes cantidades con el principio psicoactivo de la marihuana, el THC, induce un rango de efectos en el consumidor que van desde la relajación o la sedación hasta la estimulación o la euforia. También depende del tipo de cannabis elegido, si es cannabis indica, la tendencia es más sedante corporal; sin embargo, el cannabis sativa, es más propenso a la activación de la mente.

### Analgésico
Además de la bebida recreativa del té de cannabis, la bebida también se ha utilizado durante siglos en la medicina popular para tratar el reumatismo (artritis), la cistitis y diversas enfermedades urinarias.

## Estado legal

Situación legal del cannabis para uso recreativo en el mundo
----
Legal o esencialmente legal
Ilegal pero descriminalizado
Ilegal pero normalmente no se persigue
Ilegal
----
Véase también situación legal del cannabis para uso medicinal.

El té de cannabis se controla como un derivado del cannabis en la mayoría de los países, como se requiere de los países cuyos gobiernos son parte de la Convención Única sobre Estupefacientes. Sin embargo, de manera similar a la regulación que rodea el contenido de alcohol de la kombucha, hay algunas formas de té de cannabis con niveles de cannabis que se consideran altamente indetectables. Estas variaciones de la bebida no contienen el cannabinoide psicoactivo conocido como THC (delta-9-tetrahidrocannabinol) y, en cambio, contienen los cannabinoides no psicoactivos cannabidiol (CBD) o cannabinol (CBN), que tienden a pasar desapercibidos en el test de detección de drogas. Como tal, el estado legal del té de cannabis depende en gran medida de su composición y preparación.

### Estados Unidos
El té de cannabis está prohibido a nivel federal en los Estados Unidos por ser un derivado de Cannabis sativa y, por lo tanto, es ilegal poseer, comprar y vender. Sin embargo, debido a las variaciones en las leyes estatales y la renuencia del gobierno federal a anular los estados, la legislación federal tiene poco impacto en el uso a nivel nacional, y «generalmente se aplica solo contra personas que poseen, cultivan o distribuyen grandes cantidades de cannabis». Como tal, la regulación del crecimiento y uso recreativo y/o medicinal a nivel individual no es responsabilidad del gobierno federal.

#### Ley de Colorado
En el estado de Colorado, para fines médicos (cannabis medicinal), el té de cannabis es un «un producto infundido con marihuana medicinal que está destinado para su uso o consumo» además de fumar, incluidos productos comestibles, ungüentos y tinturas de cannabis. Estos productos, cuando sea fabricado o vendido por un centro de marihuana medicinal con licencia o un fabricante de productos con infusión de marihuana medicinal, no se considerará un alimento o droga a los efectos de la «Ley de Alimentos y Drogas de Colorado», parte 4 del art. 5 del título 25, C.R.S.
Colorado actualmente se ubica como uno de los 33 estados que tienen leyes que legalizan la marihuana a partir de 2018.

## Efectos adversos
Aunque no se ha publicado tanto como los efectos terapéuticos beneficiosos del té de cannabis, se ha encontrado que existen efectos adversos del consumo, además de los efectos adversos conocidos del consumo de cannabis en general. Según los hallazgos de estudios seleccionados, parece que tales efectos ocurren principalmente como resultado de métodos no convencionales o dosis utilizadas al interactuar con la decocción.

### Inyección intravenosa
Los posibles efectos adversos del té de cannabis mediante inyección intravenosa se han publicado a través de un estudio realizado en 1977 por el Dr. Robert B. Mims y Joel H. Lee. La solución administrada se preparó con semillas de cannabis (a diferencia de la cabeza de flor femenina más comúnmente utilizada) hervida en agua corriente sin más filtración. Se dijo que los efectos en los cuatro jóvenes caucásicos fueron inmediatos e incluyeron "náuseas, vómitos, dolor abdominal, diarrea acuosa, [y] escalofríos", entre otros. Este evento y el estudio que lo acompaña están fechados, y los efectos adversos experimentados muy probablemente solo se lograron por un evidente desprecio por la sanidad y la calidad de la administración.

### Abortivo
Según una breve comunicación publicada en el Journal of Ethnopharmacology, basada en la investigación de Zias et al. con respecto al consumo de cannabis en el parto, se dice que el cannabis se utilizó para formar una decocción con otras hierbas medicinales específicas para interrumpir un embarazo en su segundo o tercer mes. La siguiente es una lista de plantas que usaron la decocción específica para la terminación mencionada por las parteras entrevistadas para el estudio: C. sativa L./Cannabaceae; Atropa baetica Wilk./Solanaceae; Nerium oleander L./Apocynaceae; Ruta montana L. / Rutaceae; Peganum harmala L./Zygophyllaceae; Agave americana L./Amaryllidaceae y Urginea maritima L./Liliaceae).